# Stolp Minčeta, Dubrovnik
Stolp Minčeta je obrambna trdnjava Dubrovnika.
Najznamenitejša točka obrambnega sistema Dubrovnika v smeri s kopna je mogočen stolp Minčeta. Ime je dobil po družini Menčetić, na čigar nekdanjem zemljišču je zgrajen. Zaradi svoje višine in impresivnega obsega dominira nad severozahodnim povešenim delom mesta. Pozidan je leta 1319 prvotno kot močan štirikotni stolp. Gradil ga je dubrovniški gradbenik Nicofor Ranjina. Po prihodu Bosne pod turško oblast leta 1463 so se lotili pospešene prenove. 
Dubrovniška republika je na pomoč poklicala enega najznamenitejših evropskih gradbenikov - Florentinca Michelozza ( Michelozzo di Bartolomeo ). Njegova gradbena aktivnost v Dubrovniku je bila več kot uspešna, saj je zgradil nekaj za arhitekturo Dubrovnika nadvse pomembnih objektov. Med glavnimi projekti je bila tudi prezidava Minčete. Michelozzo je okrog obstoječega stolpa sezidal široko okroglo, novemu načinu vojskovanja prilagojeno utrdbo ter jo povezal z novozgrajenim sistemom navpičnega predzidja. Zidovi nove utrdbe so bili široki celih 6 metrov in so imeli vrsto zavarovanih strelnih lin. 
Z deli na Minčeti je nadaljeval znameniti gradbenik in kipar Juraj Dalmatinac, ki je bil rodom iz Zadra. On je projektiral in sezidal okrogel visok navznoter upognjen stolp, medtem ko je sedanji razširjen prsobran kasnejša dozidava. Stolp Minčeta je bil dokončan leta 1464, in predstavlja simbol neosvojljivosti Dubrovnika.